# Ordine di Orange-Nassau
L'Ordine di Orange Nassau (Orde van Oranje-Nassau) è una decorazione militare e civile olandese che venne creata per la prima volta il 4 aprile 1892 dalla Regina reggente dei Paesi Bassi, Emma, per conto della figlia minorenne Guglielmina.

## Storia
Nel 1841 Guglielmo II dei Paesi Bassi, come Granduca di Lussemburgo, creò l'Ordine della Corona di Quercia. Anche se questo non fu mai ufficialmente un ordine di collazione neerlandese, le onorificenze vennero regolarmente concesse anche a persone di nazionalità neerlandese. Alla morte di Guglielmo III, il Lussemburgo divenne uno stato con sovrano proprio distinto da quello dei Paesi Bassi e si rese pertanto necessario creare un ordine di merito esclusivamente neerlandese da porre dopo l'Ordine Militare di Guglielmo e l'Ordine del Leone dei Paesi Bassi.
L'Ordine di Orange-Nassau aveva due divisioni fondamentali in classi, civile e militare, e quest'ultima si distingueva dalla prima dalla presenza di due spade incrociate e da una stella, mentre la prima disponeva di una corona d'alloro. L'Ordine di Orange-Nassau venne nella sua storia sovente equiparato per valenza all'inglese Ordine dell'Impero Britannico.
Durante la Seconda guerra mondiale, l'Ordine di Orange-Nassau venne concesso a membri dell'esercito neerlandese e di altri eserciti stranieri che aiutarono i Paesi Bassi nella guerra dalla liberazione dal regime nazista che occupava lo stato. Attualmente, l'Ordine di Orange-Nassau mantiene una connotazione prevalentemente neerlandese e solitamente viene concesso dal Re il giorno del suo compleanno. Può essere concesso anche a principi, ministri, dignitari e diplomatici stranieri.
Nel 1994, il sistema di onorificenze neerlandese venne rivisto in gran parte. Questa revisione venne intesa per creare un sistema maggiormente democratico, disconnettendo il livello degli onori dal rango e dallo status sociale. Sino a questa revisione, l'Ordine di Orange-Nassau consisteva di sei gradi col grado di medaglie d'oro, d'argento e di bronzo, con valenza onorifica e non inclusi dunque nel computo dei membri ordinari, oggi sostituiti dal rango di "membro"
Il Re o la Regina dei Paesi Bassi detiene ancora oggi il ruolo di Gran Maestro dell'Ordine di Orange-Nassau.

## Classi

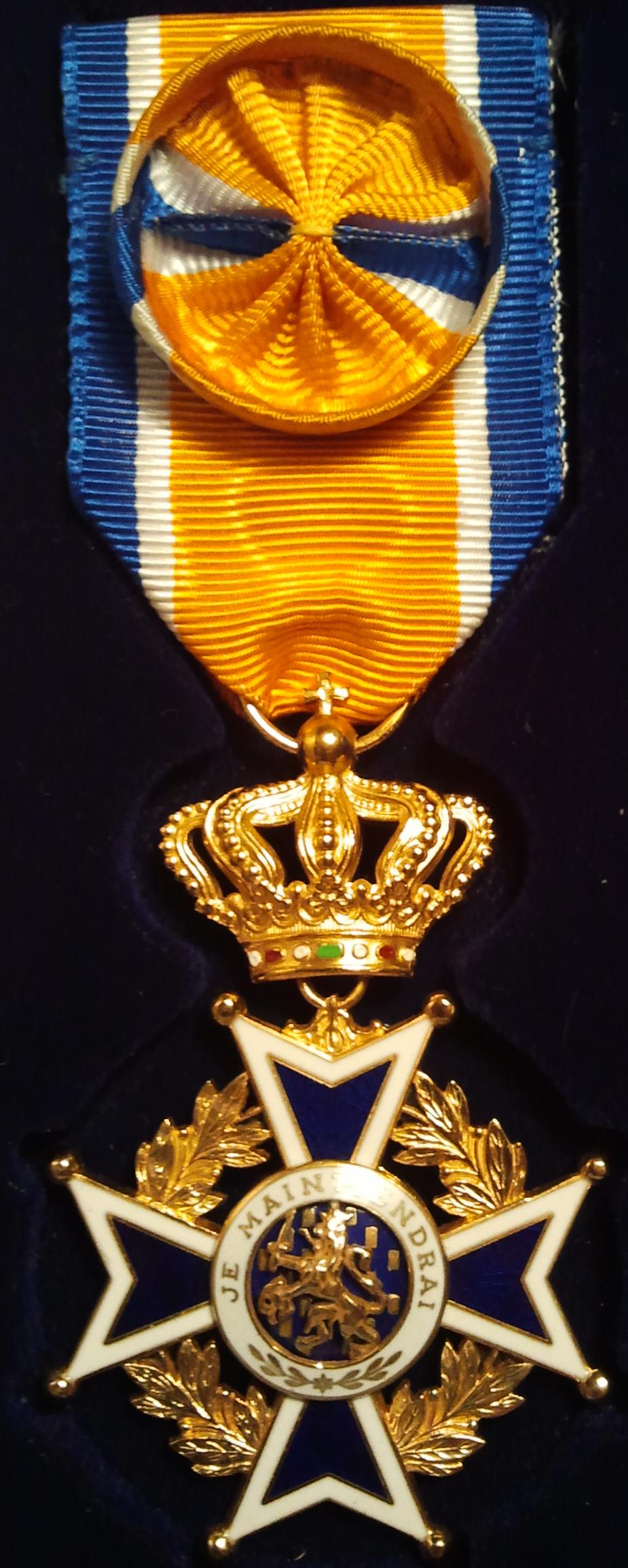
Medaglia, Ufficiale dell'Ordine di Orange-Nassau (civile)

L'Ordine di Orange-Nassau dispone delle seguenti classi di benemerenza:
- Cavaliere di Gran Croce (Ridder Grootkruis in de Orde van Oranje-Nassau)
- Grand'Ufficiale (Grootofficier in de Orde van Oranje-Nassau)
- Commendatore (Commandeur in de Orde van Oranje-Nassau)
- Ufficiale (Officier in de Orde van Oranje-Nassau)
- Cavaliere (Ridder in de Orde van Oranje-Nassau)
- Membro (Lid in de Orde van Oranje-Nassau; dal 1996)
- Medaglia d'Oro (fino al 1996)
- Medaglia d'Argento (fino al 1996)
- Medaglia di Bronzo (fino al 1996)

| Nastri\|           |                    |                         |
| Medaglia di Bronzo | Medaglia d'Argento | Medaglia d'Oro          |
| Membro             | Cavaliere          | Ufficiale               |
| Commendatore       | Grand'Ufficiale    | Cavaliere di Gran Croce |

## Insegne
- La medaglia dell'Ordine consiste in una croce maltese smaltata di blu, bordata di bianco che al centro riporta un disco sul quale si trova il leone araldico olandese in smalti oro e blu, circondato da un anello bianco col motto olandese Je Maintiendrai (Io manterrò). Sul retro, nel disco centrale è posto il monogramma "W" coronato (indicante la Regina Guglielmina, in vece della quale l'ordine venne fondato) circondato dal motto God Zij Met Ons (Dio sia con noi). La medaglia è sormontata da una corona che si aggancia al nastro. La classe civile ha una corona d'alloro tra le braccia della croce maltese, mentre quella militare riporta due spade incrociate sul retro della croce stessa.
- La placca dell'Ordine consiste in una placca in argento con otto punte raggiate per la Gran Croce e quattro per il Grand'Ufficiale; al centro, un disco riporta il leone olandese in smalti blu ed oro, circondato da un anello bianco col motto Je Maintiendrai. La divisione militare riporta anche due spade incrociate dietro la placca.
- Il nastro è arancio con strisce ai bordi di colore bianco e blu.

## Insigniti notabili
- Giacomo Acerbo  - Cavaliere di Gran Croce
- Willeke Alberti - Cavaliere
- Ángel Gurría - Cavaliere di Gran Croce
- Clarence Seedorf - Ufficiale
- Tiësto - Ufficiale
- Armin van Buuren - Ufficiale
- Piet Veerman - Membro
- Anton Fredrik Klaveness - Ufficiale
- Itsurō Terada - Cavaliere di Gran Croce
- Bruce Fraser, I barone Fraser di Capo Nord - Grand'Ufficiale
- Michael van Gerwen - Cavaliere
- Xander Bogaerts - Cavaliere
- Max Verstappen - Ufficiale
- Folke Bernadotte - Cavaliere con spade
- Felix Kersten - Grand'Ufficiale